# Sauber SHS C6

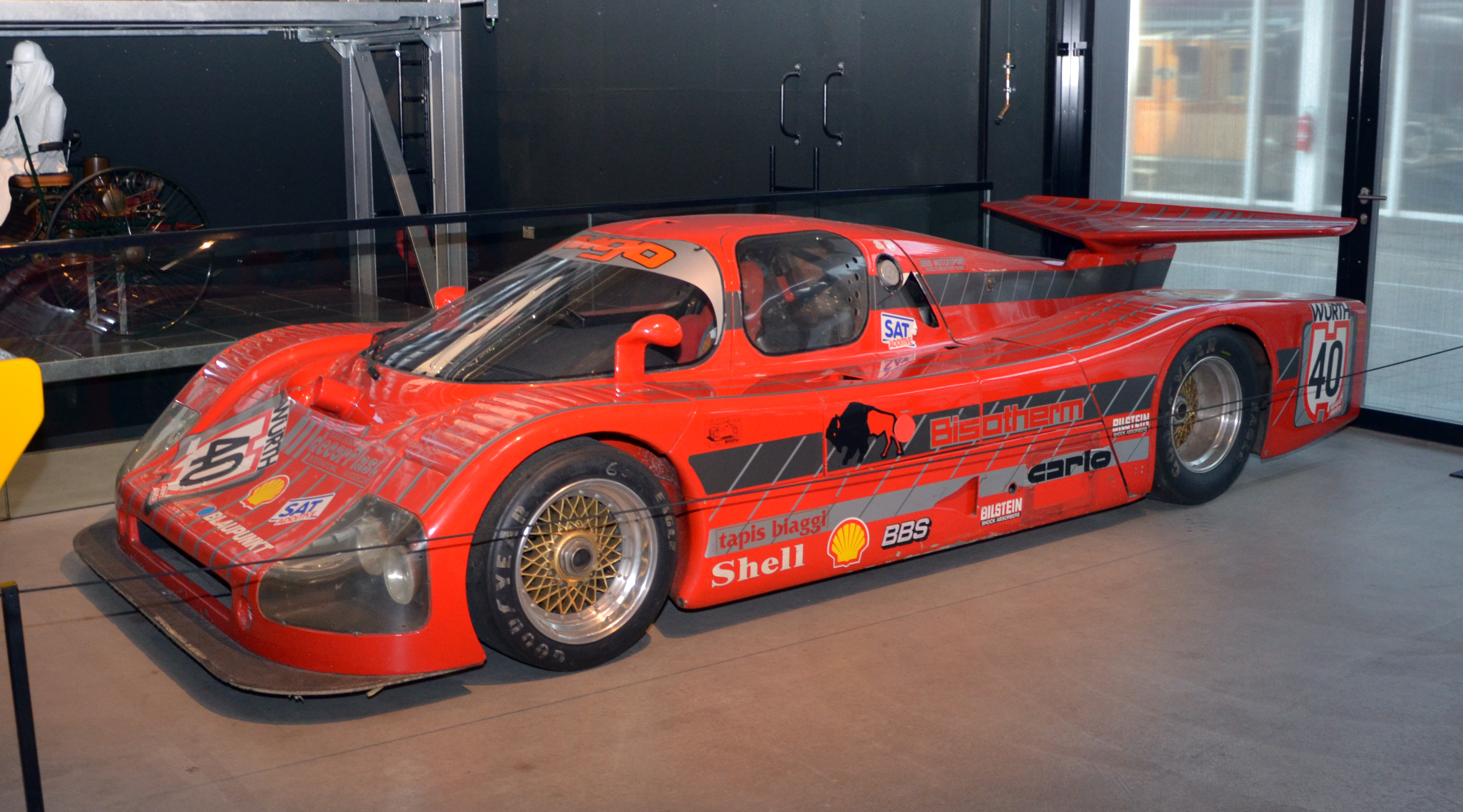
Sauber SHS C6

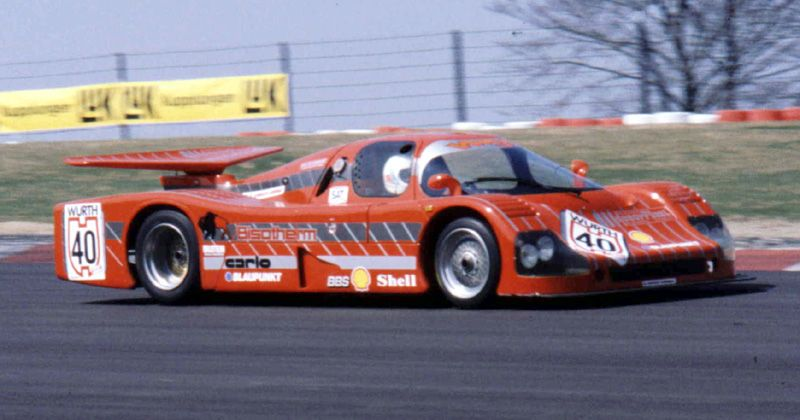
Antoine Salamin im Sauber SHS C6 1987 auf dem Nürburgring

Der Sauber SHS C6 war ein Sportwagen-Prototyp der Gruppe C, der im Winter 1981/1982 bei Sauber Motorsport entwickelt wurde.

## Entwicklungsgeschichte und Technik
Die Entwicklung des Sauber SHS C6 war ursprünglich eine Auftragsarbeit. Dieser Auftrag kam vom Schweizer Kunststoff- und Karosserie-Unternehmen Seger & Hoffmann. Seger & Hoffmann hatte bereits für die BMW M1 der Procar-Serie Karosserieteile aus Kunststoffe geliefert und hatte für Saubers-Gruppe-5-M1 die komplette Kunststoffkarosserie aus Kevlar gefertigt. Dieser Auftragshintergrund spiegelte sich auch in der Typenbezeichnung wider. Das SHS steht für Seger-Hoffmann-Sauber. Das C stand seit jeher für den ersten Buchstaben des Vornamens von Peter Saubers Ehefrau Christine. 
Sauber kam dieser Auftrag sehr gelegen, finanzierte dieser doch den Einstieg in die Sportwagen-Weltmeisterschaft 1982. Während der Konzeptionsarbeit wandte sich Peter Sauber an die Technische Universität Stuttgart, wo Aerodynamik-Ingenieure an der Entwicklung des Porsche 956 arbeiteten. Über deren Vermittlung kam Sauber zu Daimler-Benz und deren jungen Fahrwerksingenieur Leo Rees. Mit Unterstützung aus Stuttgart, wo Sauber auch einen Windkanal nutzen konnte, wurde der Rennwagen entwickelt. Im Zuge der Designarbeiten zog sich Seger & Hoffmann vom Projekt zurück; über die Gründe ist der Fachliteratur nichts zu entnehmen. 
Der formschöne Rennwagen baute zu wenig Abtrieb auf; das wurde nach den ersten Testfahrten deutlich. Markantes Merkmal des Wagens war der Delta-Flügel im Heck. Das Fahrwerk des C6 wurde fast komplett von Gruppe-5-BMW-M1 übernommen und von Leo Rees optimiert sowie den Notwendigkeiten des technischen Reglements der Gruppe C angepasst. Schwachpunkt des Prototyps war aber der Motor. Wie bei einigen anderen Teams und aus Ermangelung an Alternativen kam der auf 3,9-Liter vergrößerte V8-Motor DFL von Cosworth zum Einsatz, der in seiner Urform DFV bereits 1967 im Lotus 49 der Formel 1 debütiert hatte. Der Motor wurde durch neue Kolben und Pleuel auf eine Langstreckenversion umgebaut, erzeugt im Fahrzeug aber enorme Vibrationen. Vor allem die Elektronik im C6 litt unter dem ständigen Rütteln, was zu vermehrten Defekten führte.

## Renngeschichte
Bei Sauber wurden zwei Chassis aufgebaut. Eines verblieb vorerst bei Sauber und wurde später an den Schweizer Rennfahrer Walter Brun verkauft. Das Zweite wurde zu Beginn der Saison an die deutsche Rennmannschaft GS-Tuning ausgeliefert. 
Das Renndebüt des C6 fand beim 1000-km-Rennen von Monza 1982 statt. Den Sauber-Werkswagen fuhren Walter Brun und Siegfried Müller. Im GS-Tuning-C6 saßen Hans-Joachim Stuck und Hans Heyer. Der Werkswagen fiel durch einen defekten Kühler schon nach 14 Runden aus, der GS-Tuning-Wagen stoppte sieben Runden später mit einer schadhaften Benzinpumpe. Auch beim dritten Wertungslauf zur Deutschen Rennsport-Meisterschaft 1982 auf der Nordschleife des Nürburgrings gab es einen Ausfall beim Werkswagen; Walter Brun hatte nach vier Runden einen Unfall.
Beim 1000-km-Rennen von Silverstone gab es die erste Zielankunft. Während der Stuck/Heyer-C6 wieder ausfiel, diesmal durch Zündungsschaden – die Vibrationen hatten die elektronische Zündanlage nachhaltig beschädigt – schaffte der Werkswagen immerhin den 13. Gesamtrang. Allerdings mit einem Rückstand von 32 Runden auf den siegreichen Lancia LC1 von Michele Alboreto und Riccardo Patrese.
Auch beim 24-Stunden-Rennen von Le Mans gab es einen Doppelausfall. Für Walter Brun und Siegfried Müller kam der Ausfall am Abend des Samstag, als der Starter nach einem Boxenstopp keine Funktion mehr hatte. Hans-Joachim Stuck, der gemeinsam mit Dieter Quester und Jean-Louis Schlesser den C6 mit der Nummer 20 pilotierte, stoppte nach 76 gefahrenen Runden auf der Strecke, weil der vibrierende Motor ein Lager ausgeschlagen hatte. 
Die beste Platzierung des Jahres war der vierte Platz von Hans Heyer beim DRM-Rennen in Hockenheim. In der Sportwagen-Weltmeisterschaft 1982 war das erfolgreichste Rennen das 1000-km-Rennen von Mugello. Müller und Brun wurden im GS-Tuning-C6 Fünfte. 
1983 wurde der SHS C6 durch den C7 ersetzt.
Zwei Jahre später, 1985, wurde wieder ein SHS C6 beim 24-Stunden-Rennen von Le Mans gemeldet. Der Franzose Roland Bassaler hatte Fahrgestell 82-C6-02 erworben und setzte den Wagen in den folgenden Jahren sporadisch bei Sportwagenrennen ein. Den problematischen Cosworth-Motor ersetzte er durch ein BMW-6-Zylinder-Turbo-Triebwerk. Das Rennen in Le Mans beendete das Trio Bassaler, Dominique Lacaud und Yvon Tapy an der 23. Stelle der Gesamtwertung. Damit hatte man auch in der C2-Klasse keine Chance auf einen Klassensieg. Die beste Platzierung, die Bassaler erreichte, war der 12. Rang beim 1000-km-Rennen auf dem Nürburgring 1986.
Als der Franzose seinen C6 beim 24-Stunden-Rennen von Le Mans 1993 an den Start brachte, war das Chassis bereits 12 Jahre alt. Bassaler und seine Copiloten Patrick Bourdais, der Vater von Sébastien Bourdais, und Jean-Louis Capette fielen nach 166 Runden nach einem Unfall aus.